# Надя Лаламі
Надя Лаламі (нар. 28 квітня 1990) — колишня марокканська тенісистка.
Найвищу одиночну позицію світового рейтингу — 322 місце досягла 19 вересня 2011, парну — 427 місце — 29 серпня 2011 року.
Здобула 2 одиночні та 2 парні титули туру ITF.

## Фінали ITF

### Одиночний розряд (2–2)
| Легенда         |
| --------------- |
| турніри $25,000 |
| турніри $10,000 |

| Фінали за покриттям |
| ------------------- |
| Тверде (0–0)        |
| Ґрунт (2–2)         |

| Результат | Ранг | Дата            | Турнір                                 | Покриття | Суперниця        | Рахунок       |
| --------- | ---- | --------------- | -------------------------------------- | -------- | ---------------- | ------------- |
| Перемога  | 1.   | 25 жовтня 2008  | Віла-Реал-де-Санту-Антоніу, Португалія | Ґрунт    | Ламія Ессааді    | 2–1 ret.      |
| Поразка   | 1.   | 1 серпня 2009   | Рабат, Марокко                         | Ґрунт    | Ірина Бремон     | 6–4, 3–6, 1–6 |
| Перемога  | 2.   | 22 травня 2010  | Риволі, Італія                         | Ґрунт    | Вердіана Верарді | 6–4, 6–2      |
| Поразка   | 2.   | 19 вересня 2010 | Льєйда, Іспанія                        | Ґрунт    | Еліксан Лекемія  | 6–7(3), 1–6   |

### Парний розряд (2–4)
| Легенда          |
| ---------------- |
| турніри $100,000 |
| турніри $50,000  |
| турніри $25,000  |
| турніри $10,000  |

| Фінали за покриттям |
| ------------------- |
| Тверде (1–0)        |
| Ґрунт (1–4)         |
| Трава (0–0)         |
| Килим (0–0)         |

| Результат | Ранг | Дата              | Турнір                                 | Покриття | Партнерка          | Суперниці                                  | Рахунок          |
| --------- | ---- | ----------------- | -------------------------------------- | -------- | ------------------ | ------------------------------------------ | ---------------- |
| Перемога  | 1.   | 26 жовтня 2008    | Віла-Реал-де-Санту-Антоніу, Португалія | Ґрунт    | Фатіма Ель Алламі  | Раффаелла Бінді Клер Лабланс               | 6–4, 6–3         |
| Поразка   | 1.   | 6 лютого 2010     | Майорка, Іспанія                       | Ґрунт    | Фатіма Ель Алламі  | Вікторія Каменська Дар'я Кучміна           | 5–7, 4–6         |
| Перемога  | 2.   | 5 вересня 2010    | Мольєрусса, Іспанія                    | Тверде   | Євгенія Криворучко | Амінат Кушхова Ольга Панова                | 6–3, 5–7, [10–8] |
| Поразка   | 2.   | 26 вересня 2010   | Алжир (місто), Алжир                   | Ґрунт    | Христина Казімова  | Софі Корнеротт Марселла Кук                | 6–7(3), 2–6      |
| Поразка   | 3.   | 3 жовтня 2010     | Алжир, Алжир                           | Ґрунт    | Христина Казімова  | Фатіма Ель Алламі Марселла Кук             | 0–6, 1–6         |
| Поразка   | 4.   | 29 листопада 2013 | Фес, Марокко                           | Ґрунт    | Шарлотте Ремер     | Александра Нанкерроу Ольга Паррес Аскойтія | 6–7(2), 3–6      |